# Guillaume Konsbruck
Pour les articles homonymes, voir Konsbruck.
Guillaume Konsbruck dit Guill Konsbruck, né le 3 septembre 1909 à Hostert sur le territoire de la commune de Niederanven (Luxembourg) et mort le 3 octobre 1983 à Luxembourg (Luxembourg), est un officier et homme politique luxembourgeois, ancien directeur général adjoint de l'Aciéries Réunies de Burbach-Eich-Dudelange (ARBED) et membre du Parti populaire chrétien-social (CSV).

## Biographie

### Études et formations
Il étudie dans la branche de cavalerie à l'École spéciale militaire de Saint-Cyr de 1931 à 1933, puis s'engage dans l'Armée luxembourgeoise. En 1940, il occupe le grade de capitaine.

### Seconde Guerre mondiale
Lors de l'invasion du Luxembourg, il fuit à travers l'Europe et sert en tant qu'aide de camp pour la grande-duchesse Charlotte pendant son exil lors de la Seconde Guerre mondiale. Promu major, il retourne à Luxembourg en fin d'après-midi le 12 septembre 1944. En tant que représentant du Président du gouvernement Pierre Dupong, il inspecte le Palais grand-ducal et plusieurs autres bâtiments gouvernementaux avant de participer à des conférences avec les dirigeants alliés dans le pays. Il accueille personnellement la grande-duchesse à la frontière à son retour dans le pays le 17 avril 1945.

### Carrière politique
Du 23 novembre 1944 au 23 février 1945, Guillaume Konsbruck est ministre de l’Agriculture, puis du 21 avril 1945 au 29 août 1946 ministre du Ravitaillement et des Affaires économiques dans les gouvernements dirigés par Pierre Dupong.
À la suite des élections législatives du 21 octobre 1945, Guillaume Konsbruck est élu à la Chambre des députés dans la circonscription Centre. Nicolas Jacoby le remplace à cette fonction en raison d'un non-cumul des mandats. 
Durant sa carrière politique, il entretient des contacts qui lui permettent de développer les relations entre les États-Unis et le Luxembourg. 

### Activités professionnelles
Après la guerre, il contribue à la création d'une orthographe officielle pour la langue luxembourgeoise.

## Décorations
- Grand officier de l'ordre d'Adolphe de Nassau[8] (promotion 1946)
- Commandeur de l'ordre de la Couronne de chêne (promotion 1951)